# Transtrand
Transtrand is een plaats in de gemeente Malung-Sälen in het landschap Dalarna en de provincie Dalarnas län in Zweden. De plaats heeft 373 inwoners (2005) en een oppervlakte van 216 hectare.

## Verkeer en vervoer
Bij de plaats loopt de Riksväg 66.
De plaats had vroeger een station aan de hier opgeheven spoorlijn Repbäcken - Särna.